# Horstileanira
Horstileanira är ett släkte av ringmaskar. Horstileanira ingår i familjen Sigalionidae.
Kladogram enligt Catalogue of Life:
| Horstileanira | \| \| Horstileanira crosslandi \| \| \| \| \| \| Horstileanira vanderspoeli \| \| \| \| |
|               | \| \| Horstileanira crosslandi \| \| \| \| \| \| Horstileanira vanderspoeli \| \| \| \| |
|               | Claparedepelogenia                                                                      |
|               |                                                                                         |
|               | Dayipsammolyce                                                                          |
|               |                                                                                         |
|               | Ehlersileanira                                                                          |
|               |                                                                                         |
|               | Eupholoe                                                                                |
|               |                                                                                         |
|               | Eusthenelais                                                                            |
|               |                                                                                         |
|               | Euthalenessa                                                                            |
|               |                                                                                         |
|               | Fimbriosthenelais                                                                       |
|               |                                                                                         |
|               | Labioleanira                                                                            |
|               |                                                                                         |
|               | Labiosthenolepis                                                                        |
|               |                                                                                         |
|               | Leanira                                                                                 |
|               |                                                                                         |
|               | Mayella                                                                                 |
|               |                                                                                         |
|               | Neoleanira                                                                              |
|               |                                                                                         |
|               | Neopsammolyce                                                                           |
|               |                                                                                         |
|               | Parasthenelais                                                                          |
|               |                                                                                         |
|               | Pelogenia                                                                               |
|               |                                                                                         |
|               | Psammolyce                                                                              |
|               |                                                                                         |
|               | Sigalion                                                                                |
|               |                                                                                         |
|               | Sthenelais                                                                              |
|               |                                                                                         |
|               | Sthenelanella                                                                           |
|               |                                                                                         |
|               | Sthenolepis                                                                             |
|               |                                                                                         |
|               | Thalenessa                                                                              |
|               |                                                                                         |
|               | Willeysthenelais                                                                        |
|               |                                                                                         |
|               | Horstileanira crosslandi                                                                |
|               |                                                                                         |
|               | Horstileanira vanderspoeli                                                              |
|               |                                                                                         |

|  | Horstileanira crosslandi   |
|  |                            |
|  | Horstileanira vanderspoeli |
|  |                            |